# Antillochernes bahamensis
Espèce
Antillochernes bahamensis est une espèce de pseudoscorpions de la famille des Chernetidae.

## Distribution
Cette espèce est endémique des Bahamas. Elle se rencontre sur Grand Bahama.

## Description
La femelle holotype mesure 2,65 mm.

## Étymologie
Son nom d'espèce, composé de baham[as] et du suffixe latin -ensis, « qui vit dans, qui habite », lui a été donné en référence au lieu de sa découverte, les Bahamas.

## Publication originale
- Muchmore, 1984 : Pseudoscorpions from Florida and the Caribbean area. 12. Antillochernes, a new genus with setae on the pleural membranes (Chernetidae). Florida Entomologist, vol. 67, no 1, p. 106-118 (texte intégral).